# Chacal (film)
Pour les articles homonymes, voir Chacal (homonymie).
Pour plus de détails, voir Fiche technique et Distribution.
Chacal (The Day of the Jackal) est un film franco-britannique réalisé par Fred Zinnemann et sorti en 1973. Il s'agit d'une adaptation du roman du même nom de Frederick Forsyth, publié en 1971.
Edward Fox y incarne le « Chacal », un tueur à gages. Celui-ci prépare avec un grand professionnalisme un attentat commandité par les dirigeants de l'OAS, après l'échec de l'attentat du Petit-Clamart contre le général de Gaulle. La police va tout mettre en œuvre pour le neutraliser.
Le film reçoit de bonnes critiques. Il fait partie du top 100 du British Film Institute.

## Synopsis
Le 22 août 1962, les dirigeants de l'organisation clandestine OAS, furieux que le gouvernement français ait accordé l'indépendance à l'Algérie, tentent d'assassiner Charles de Gaulle mais échouent, laissant le chef d'état et son entourage indemnes. Six mois plus tard, le chef de l'OAS Jean Bastien-Thiry et plusieurs autres membres sont capturés puis exécutés. Les autres dirigeants de l'OAS sont obligés de se cacher en Autriche, où ils planifient une autre tentative d'assassinat. Ils recourent aux services d'un tueur à gage britannique qui porte le nom de code Chacal. Ayant accepté le contrat, ce dernier se rend à Gênes pour commander un fusil fabriqué sur mesure à un armurier, ainsi que de faux papiers d'identité à un faussaire, que le Chacal tue froidement lorsque l'homme tente de le faire chanter. À Paris, le Chacal duplique la clé d'un appartement donnant sur la place du 18 juin 1940.
Pendant ce temps, l'OAS s'installe à Rome et le service Action enlève le greffier en chef de l'OAS, Viktor Wolenski. Celui-ci meurt au cours de son interrogatoire mais pas avant que les agents ne lui aient soutiré des informations essentielles sur le complot, notamment le mot « Chacal ». Le ministre de l'Intérieur convoque en conséquence un cabinet secret réunissant les chefs des forces de sécurité françaises. Le commissaire de police Berthier recommande son adjoint, Claude Lebel, pour diriger l'enquête. Lebel reçoit des pouvoirs spéciaux d'urgence mais le refus du président de modifier ses apparitions prévues pour le jour de la Fête Nationale complique les choses. De son côté, le colonel Saint-Clair, collaborateur militaire personnel de De Gaulle et membre du cabinet, divulgue par négligence des informations gouvernementales classifiées à sa maîtresse Denise, sans savoir qu'elle est un agent de l'OAS. Elle transmet ces informations à son contact qui, à son tour, aide le Chacal. Au même moment, Lebel détermine que le suspect britannique Charles Calthrop voyage peut-être sous le nom de Paul Oliver Duggan, mort dans son enfance, et qu'il vient de rentrer sur le territoire français.
Bien que le Chacal sache que les autorités ont découvert l'existence du complot d'assassinat, il décide d'agir, et dans un hôtel de campagne rencontre par hasard Colette de Montpellier, aristocrate, qu'il séduit aisément. Prévenu par son contact de l'arrivée de la police, le Chacal part juste avant l'arrivée de Lebel et de ses hommes. Après un accident de voiture où il échappe de peu à la mort, le Chacal vole une voiture qu'il modifie et se rend dans la propriété de Madame de Montpellier pour se cacher. Après avoir découvert que la police lui a posé des questions, il décide de la tuer ; grâce à un passeport volé, le Chacal prend l'identité d'un instituteur danois à lunettes, Per Lundquist. Après avoir jeté les affaires de Duggan dans une rivière, il prend un train pour Paris. Entre-temps, le corps de Madame de Montpellier est découvert par ses domestiques qui alertent la police, et sa voiture est récupérée à la gare. Lebel, qui n'est plus gêné par l'aspect du secret, lance une chasse à l'homme publique. Le Chacal rencontre un homosexuel dans un bain turc, qui l'invite dans son appartement. Le Chacal le tue après que l'homme a vu à la télévision que Lundquist était recherché pour meurtre.
Lors d'une réunion avec le cabinet du ministre de l'Intérieur, Lebel déclare qu'il pense que le Chacal va tenter d'abattre de Gaulle lors de la commémoration de la libération de Paris, prévue dans trois jours. Lebel fait alors écouter l'enregistrement d'un appel téléphonique dans lequel Denise fournit des informations à un contact de l'OAS. Saint-Clair s'excuse avec un ton grave de son indiscrétion et quitte le cabinet immédiatement. Questionné pour savoir comment il a découvert que Saint-Clair était la source de la fuite, Lebel dit calmement qu'il a mis sur écoute le téléphone de chaque membre du cabinet. Quand Denise retourne à l'appartement de Saint-Clair, elle découvre horrifiée qu'il s'est suicidé pour laver son honneur et que la police l'attend.
Le jour anniversaire de la libération de Paris, le Chacal se déguise en vieux vétéran amputé d'une jambe, se déplaçant en béquilles. Il pénètre dans un immeuble à l'aide de la clé qu'il s'est procurée auparavant. Il est contraint de tuer la concierge de l'immeuble, et dans un appartement supérieur surplombant la zone de cérémonie, il assemble le fusil caché dans sa béquille et se positionne près de la fenêtre, mettant de Gaulle en joue. Lorsque Lebel découvre qu'un policier a laissé passer un handicapé à travers le cordon de sécurité, les deux hommes se précipitent vers l'immeuble dont l'une des fenêtres est entrouverte. Au moment où de Gaulle remet la première médaille, le Chacal vise, tire et manque de peu le président car celui-ci se penche en avant pour donner l'accolade. Alors qu'il recharge son fusil pour un nouveau tir, Lebel et le policier font irruption. Le chacal tire sur le policier mais Lebel le tue en utilisant la mitraillette du policier. Plus tard, le Chacal est enterré dans une tombe anonyme, avec Lebel comme seul témoin. Alors que la police fouille l'appartement de Charles Calthrop, le vrai Calthrop arrive soudainement. Il accompagne la police à Scotland Yard et est ensuite innocenté.
L'inspecteur Thomas se demande alors qui pouvait bien être le Chacal.

## Fiche technique
- Titre original : The Day of the Jackal ou Fred Zinnemann's Film of The Day of the Jackal
- Titre français : Chacal
- Réalisation : Fred Zinnemann, assisté d'Alain Bonnot et Andrew Marton
- Scénario : Kenneth Ross, d'après le roman Chacal de Frederick Forsyth
- Musique : Georges Delerue
- Costumes : Joan Bridge, Rosine Delamare et Elizabeth Haffenden
- Maquillage : Pierre Berroyer
- Photographie : Jean Tournier
- Montage : Ralph Kemplen
- Production : John Woolf
  - Coproducteurs : Julien Derode et David Deutsch
- Sociétés de production : Warwick Film Productions Limited et Universal Productions France S.A.
- Sociétés de distribution : Universal (États-Unis), Cinema International Corporation (CIC France) / (CIC Royaume-Uni)
- Pays de production :  France /  Royaume-Uni
- Langues originales : anglais, français, italien
- Format : couleur (Technicolor) – 35 mm – 1,37:1 – mono (Westrex Recording System)
- Genre : thriller, espionnage
- Durée : 143 minutes
- Dates de sortie :
  - Royaume-Uni : juin 1973
  - France : 14 septembre 1973

## Distribution
- Edward Fox (VF : Sylvain Joubert) : le « Chacal »
- Terence Alexander : Lloyd
- Michel Auclair : Colonel Rolland, chef du Service Action
- Alan Badel (VF : Michel Aumont) : le ministre de l'Intérieur
- Tony Britton : le surintendant Brian Thomas
- Denis Carey : Casson, le manager de l'OAS
- Adrien Cayla-Legrand : le président de Gaulle
- Cyril Cusack : Gozzi, l'armurier
- Maurice Denham (VF : Jean Leuvrais) : le général Colbert
- Vernon Dobtcheff (VF : Lui-même) : l'interrogateur de Wolenski
- Jacques François : Pascal
- Olga Georges-Picot : Denise, l'espion de l'OAS
- Raymond Gérôme : Flavigny
- Barrie Ingham : St. Clair, le ministre séduit par Denise
- Derek Jacobi (VF : Jean-Pierre Cassel) : Caron, l'assistant de Lebel
- Michael Lonsdale : le commissaire Claude Lebel
- Jean Martin : l'adjudant Victor Wolenski
- Ronald Pickup (VF : Pierre Arditi) : le faussaire
- Eric Porter (VF : Ambroise Mottet) : le colonel Marc Rodin, nouveau chef de l'OAS
- Anton Rodgers : Jules Bernard
- Delphine Seyrig : Colette de Montpellier
- Donald Sinden : Mallinson
- Jean Sorel : Jean-Marie Bastien-Thiry
- David Swift : René Montclair, le trésorier de l'OAS
- Timothy West : le chef de police Berthier
- Bernard Archard : le détective Hugues
- Jacques Alric : le détective au conseil des ministres
- Colette Bergé : Mme Lebel
- Edmond Bernard : l'assistant du colonel Rolland
- Gérard Buhr : un gendarme
- Philippe Léotard : le gardien de la paix tué par le Chacal
- Maurice Teynac : l'avocat de Bastien-Thiry
- Van Doude : un officier militaire au conseil des ministres
- Nicolas Vogel : l'agent de L'OAS avec Denise

Mais aussi, non crédités :
- Féodor Atkine : un tireur de l'OAS à l'attentat du Petit Clamart
- Albert Augier : un policier à l'hôtel La Bastide de Tourtour
- Madeleine Barbulée : une cliente de l'hôtel La Bastide de Tourtour
- Jacques Brunet : un homme de l'OAS dans une voiture à l'attentat du Petit-Clamart
- Raoul Curet : le serveur de l'hôtel La Bastide de Tourtour
- Yvonne Dany : l'employée à l'accueil des bains turcs à Paris
- Madeleine Damien : Ernestine, la bonne de Colette
- Nicole Desailly : Yvonne de Gaulle
- Max Faulkner : le Special Branch détective
- Robert Favart : un secrétaire d'État
- Andréa Ferréol : une femme de ménage à l'hôtel La Bastide de Tourtour
- Gilberte Géniat : la concierge de l'immeuble parisien
- Edward Hardwicke : le vrai Charles Harold Calthrop
- Jacques Hilling : le réceptionniste de l'hôtel La Bastide de Tourtour
- David Kernan : le vrai Per Lundquist
- Robert Le Béal : un secrétaire à l'Élysée
- Roger Lumont : un douanier français
- Mike Marshall : le gendarme qui retrouve la voiture du Chacal à Tulle
- Jean Michaud : un secrétaire d'État
- Bernard Musson : l'huissier à l'Élysée
- André Penvern : le gendarme dans la gare de Tulle
- Pierre Risch : Michel, le jardinier de Colette
- Liliane Rovère : la femme de chambre de l'hôtel La Bastide de Tourtour, interrogée par Lebel
- Bernard Spiegel : le groom de l'hôtel La Bastide de Tourtour
- Jacqueline Stanbury : la vendeuse de colorant pour cheveux
- Guy Standeven : un bobby
- Michel Subor : un homme de l'OAS dans une voiture à l'attentat du Petit-Clamart
- François Valorbe : Valmy, le contact de Denise
- Howard Vernon : un secrétaire d'État
- Nicholas Young : le contrôleur des passeports à l'aéroport de Londres

## Accueil
Chacal est listé en 74e position dans le Top 100 du British Film Institute, classement des cent meilleurs films britanniques du XXe siècle réalisé en 1999 par le BFI.

## Autour du film
- Dans la reconstitution de l'attentat du Petit-Clamart, l'immatriculation de la DS présidentielle (5249 HU 75) est authentique.
- La scène d'ouverture se situe au palais de l'Élysée lors de la sortie du conseil des ministres. Elle a été tournée dans la cour de l'hôtel de Soubise, siège des Archives nationales.
- Le film présente plusieurs anachronismes, notamment en ce qui concerne les voitures : plusieurs Peugeot 504, Simca 1100, Fiat 850, Citroën DS restylées ; une Opel Rekord « C » (dans laquelle arrive l'avocat au début du film) ; un bus RATP Berliet PCMR ; une plaque « 92 » sur une voiture pendant une des attaques de banques  ; des numéros à quatre chiffres dans l'Isère et le Puy-de-Dôme.
- La première banque supposément victime d'une attaque de l'OAS est dans le film présentée comme La Banque de Grenoble. Le bâtiment est en fait l'immeuble de la caisse d'épargne de Versailles, à l'angle du boulevard de la Reine et de la rue du Maréchal-Foch, en face de l'ancien hôpital Richaud.
- À l'été 1972, la façade de l'ancienne gare Montparnasse, pourtant fermée au public en 1965 puis démolie, est reconstruite à l'identique pour le tournage[1].
- La scène dans laquelle le général de Gaulle assiste à une cérémonie religieuse dans la cathédrale Notre-Dame de Paris a été tournée dans l'ancienne cathédrale Saint-Pierre de Lisieux.
- Certains noms du roman sont modifiés : Colette de la Chalonnière devient ainsi Colette de Montpellier.
- L'historien britannique Munro Price cite le film deux fois dans son ouvrage Louis-Philippe, le Prince et le Roi[2].